# Velodrom von Krylatskoje

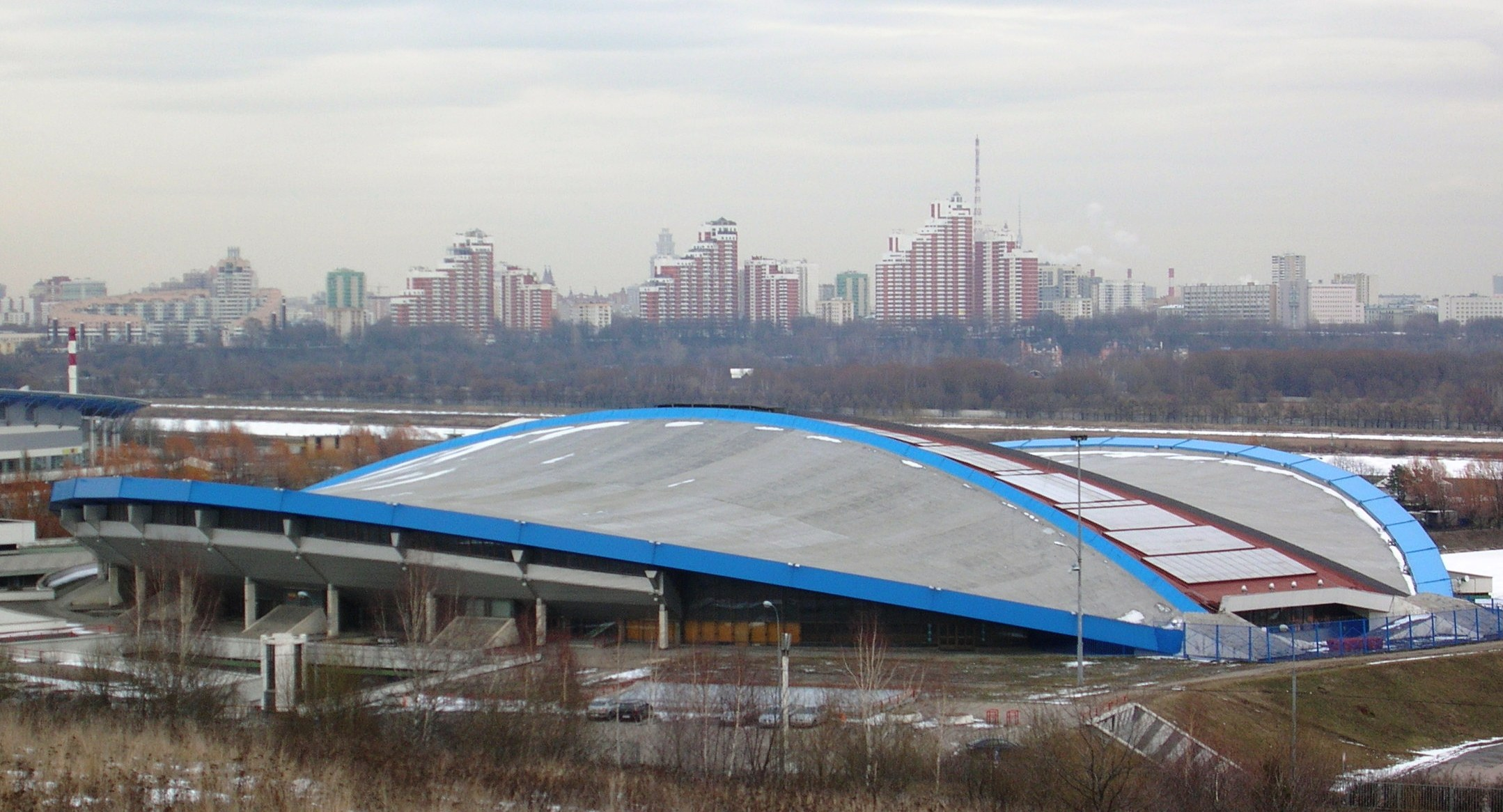
Das Velodrom von Krylatskoje

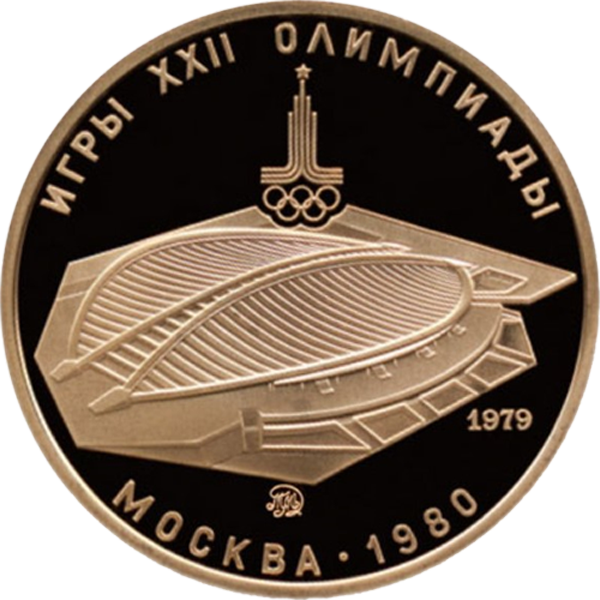
Das Velodrom von Krylatskoje. 100-Rubel-Gedenkgoldmünze

Das Velodrom von Krylatskoje (russisch Велотрек «Крылатское» Welotrek Krylatskoje) ist eine multifunktionale Sporthalle mit Radrennbahn im Moskauer Stadtteil Krylatskoje.
Das Velodrom wurde 1980 anlässlich der Olympischen Spiele 1980 in Moskau von den Architekten Alexander Ospennikow und N. Woronina erbaut. Die Radrennbahn ist aus sibirischem Lärchenholz, 333,33 Meter lang und gilt als eine der schnellsten Bahnen der Welt. Auf der Bahn wurden zahlreiche Weltrekorde aufgestellt. Viermal – 1989, 2003, 2009 und 2011 – fanden hier UCI-Junioren-Bahn-Weltmeisterschaften statt sowie Läufe des Bahnrad-Welt- und -Europacups. Die offizielle Eröffnung fand am 27. Oktober 1979 mit mehreren Wettbewerben sowjetischer Bahnradsportler statt.
In der Sporthalle sind zudem Wettbewerbe im Hallenfußball, im Handball, in der Leichtathletik, im Tennis und anderen Sportarten möglich. Auf den Tribünen ist Platz für rund 3000 Zuschauer.